# Portrait de l'actrice Alice Regnault
Le Portrait de l'actrice Alice Regnault est une peinture à l'huile sur toile (112 × 82 cm) du peintre italien Giovanni Boldini datée vers 1884, aujourd'hui dans une collection particulière.

## Histoire
Le monde du théâtre et des spectacles fascine Boldini qui retrouve chez le actrices, comme Alice Regnault, Réjane ou Geneviève Lantelme, et chez les danseuses, comme Mme Torri ou Cléo de Mérode, l'idéal de beauté qu'il poursuit en peinture. Dans les années 1880, il exécute deux portraits d'Augustine-Alexandrine Roulet (1849-1931), dite Alice Regnault, future épouse de l'écrivain Octave Mirbeau, qui avait commencé en 1871 une brève carrière théâtrale sous le nom d'Alice Regnault. 
Le premier est une représentation plus conventionnelle de l'actrice en cavalière, Alice Regnault à cheval ou L'Amazone (vers 1879). 

## Description
Dans ce portrait inachevé et intime, Alice Regnault prend une pose sensuelle dans une robe très déshabillée.